# Grammy Award para Best Female Rock Vocal Performance
O Prêmio Grammy para Melhor Performance Feminina de Rock (do inglês: Grammy Awars of Best Female Rock Vocal Performance) foi um prêmio concedido pelo Grammy Awards, uma cerimônia que foi criada em 1958, para artistas femininas que gravam obras (canções ou álbuns) de qualidade no gênero rock. Há honras apresentados em várias categorias na cerimônia anual pela National Academy of Recording Arts and Sciences dos Estados Unidos de "honrar as realizações artísticas, a proficiência técnica e a excelência global na indústria fonográfica, sem levar em conta as vendas de álbuns ou posição nas paradas".
Conhecido anteriormente como Grammy Award para Melhor Performance Vocal de Rock, Feminino, o prêmio foi concedido primeiramente para Donna Summer em 1980. A partir de 1995, a categoria foi renomeada para Best Female Rock Vocal Performance. No entanto, em 1988, 1992, 1994 e desde 2005, a categoria foi combinada com Best Make Rock Performance e apresentadas juntamente. A fusão das duas categorias recebeu severas críticas, porém a Academia defende uma ausência de obras de renome por artistas femininas de rock nos anos recentes.
Pat Benatar, Sheryl Crow e Tina Turner - juntas - detêm o maior número de vitórias na categoria, cada uma com quatro prêmios. Melissa Etheridge e Alanis Morissette foram premiadas duas vezes, cada uma. A canção "There Goes the Neighborhood", de Crow, foi indicada duas vezes: uma em 1999 pela versão em estúdio contida no álbum The Globe Sessions, e a outra em 2001 pela versão ao vivo do álbum Sheryl Crow and Friends: Live from Central Park. Os artistas estadunidenses dominam a categoria com maior número de vitória, seguido pelos artistas canadenses. A cantora Stevie Nicks possui a marca de maior número de indicações (5), sem vitória.

## Vencedores e indicados
| Ano  | Artista                               | Obra                                  | Indicados | Ref.   |
| ---- | ------------------------------------- | ------------------------------------- | --- | ------ |

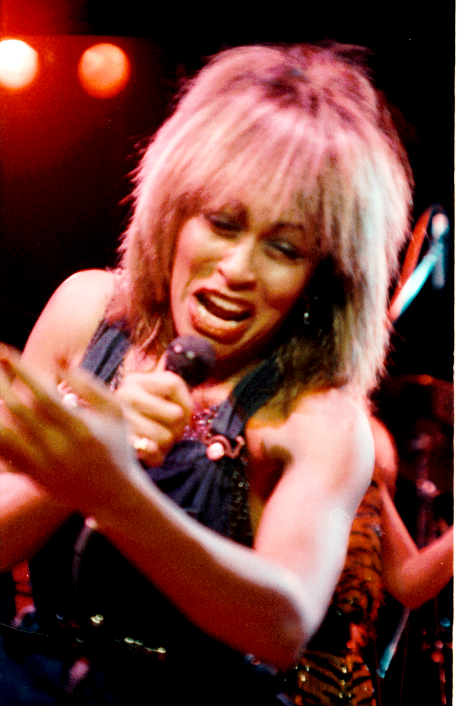
Tina Turner, quatro vezes vencedoras da categoria.

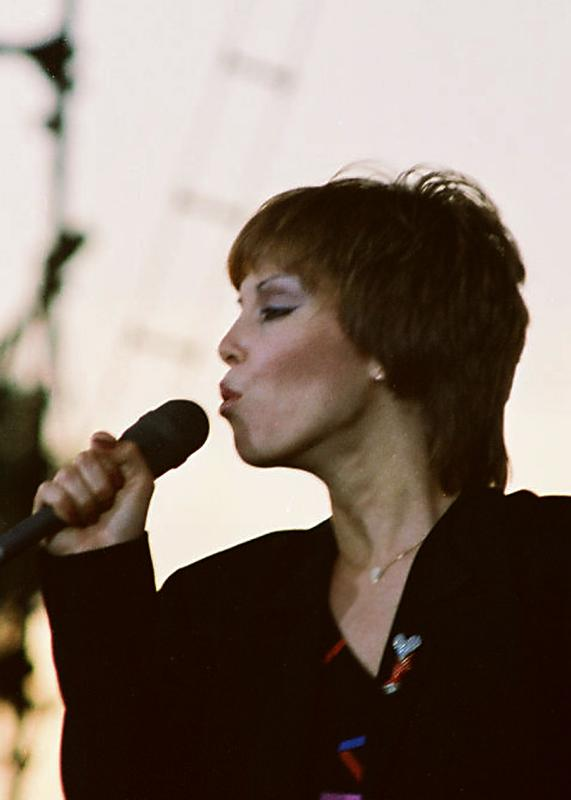
Pat Benatar, quatro vezes vencedoras da categoria.

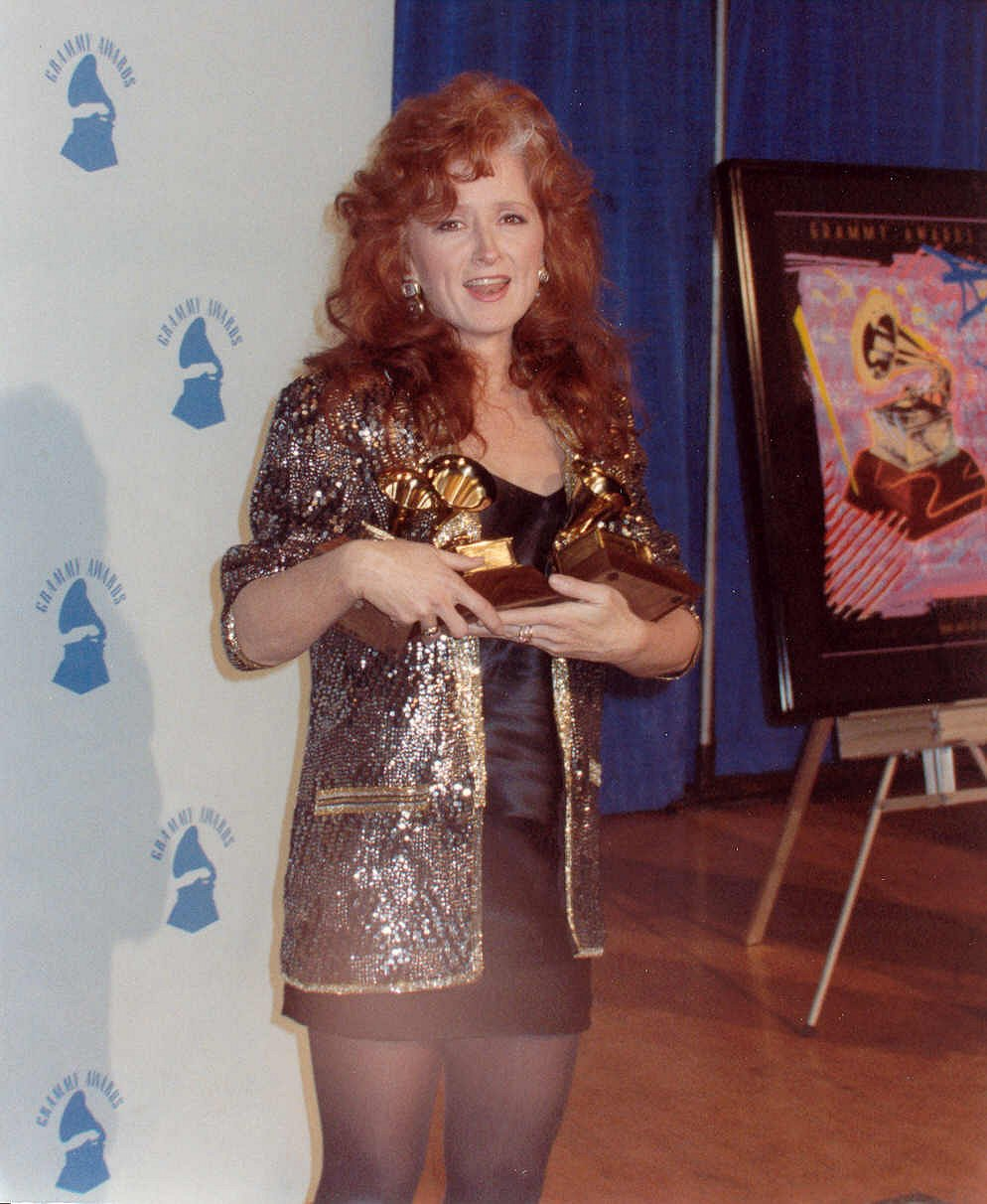
Bonnie Raitt, vencedora da categoria em 1990.

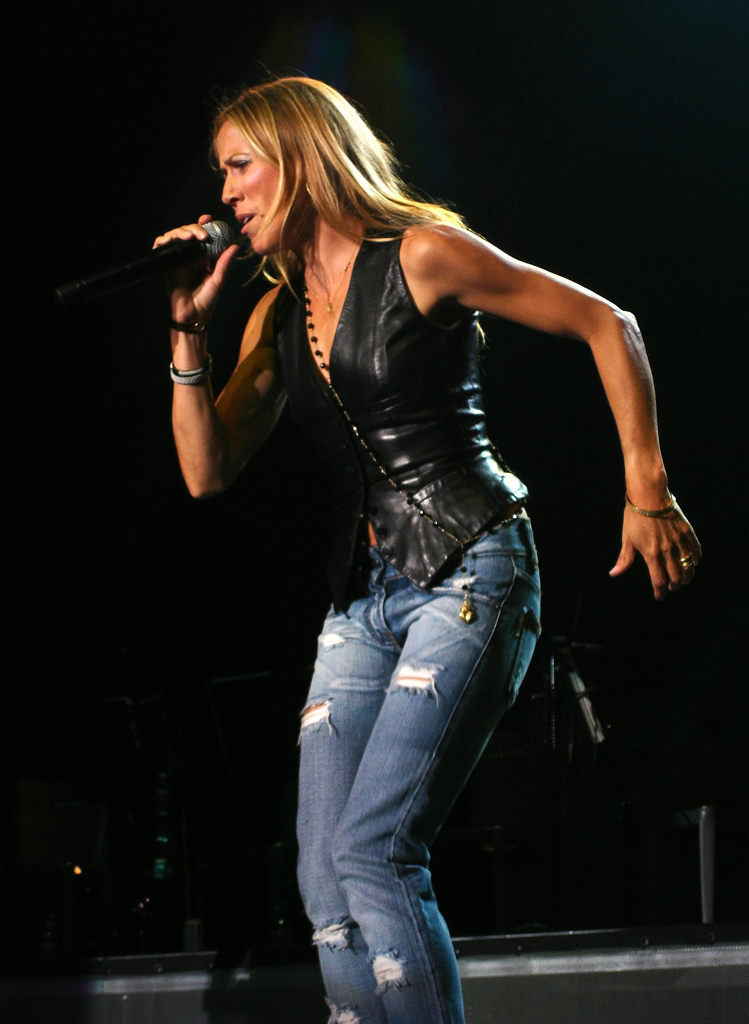
Sheryl Crow, quatro vezes vencedoras da categoria.

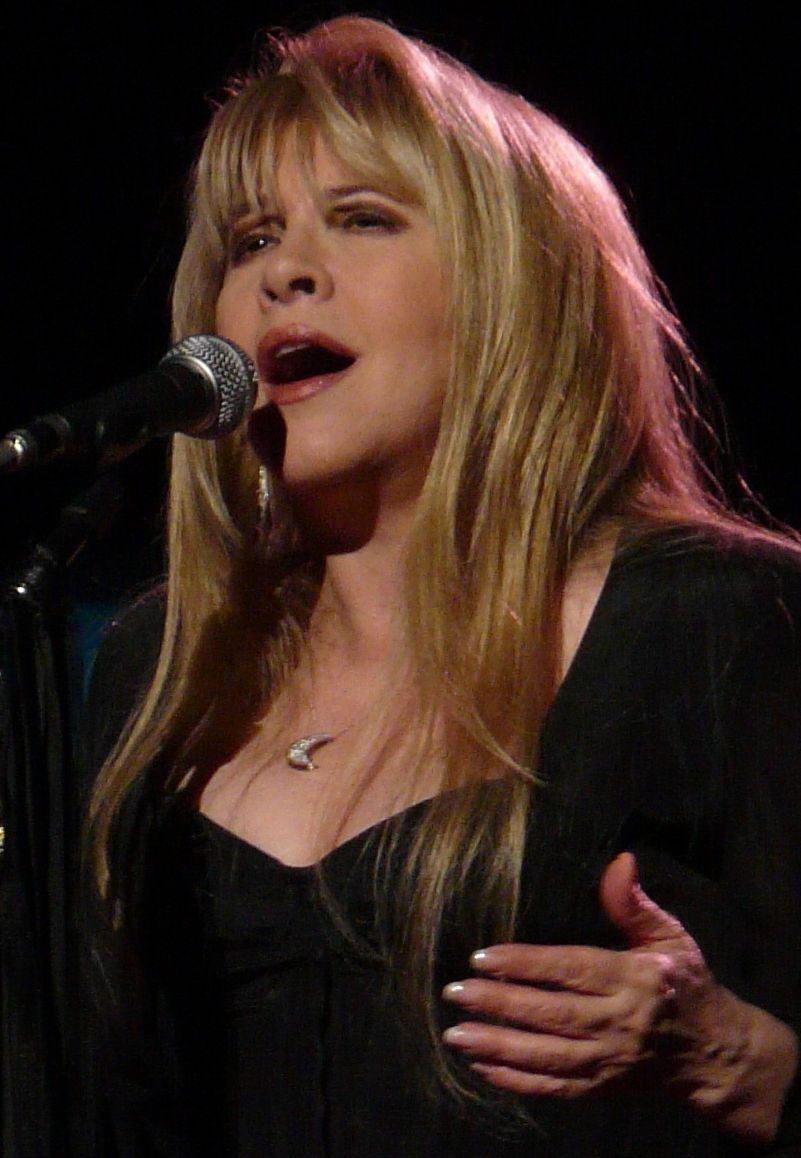
Stevie Nicks possui cinco indicações na categoria.

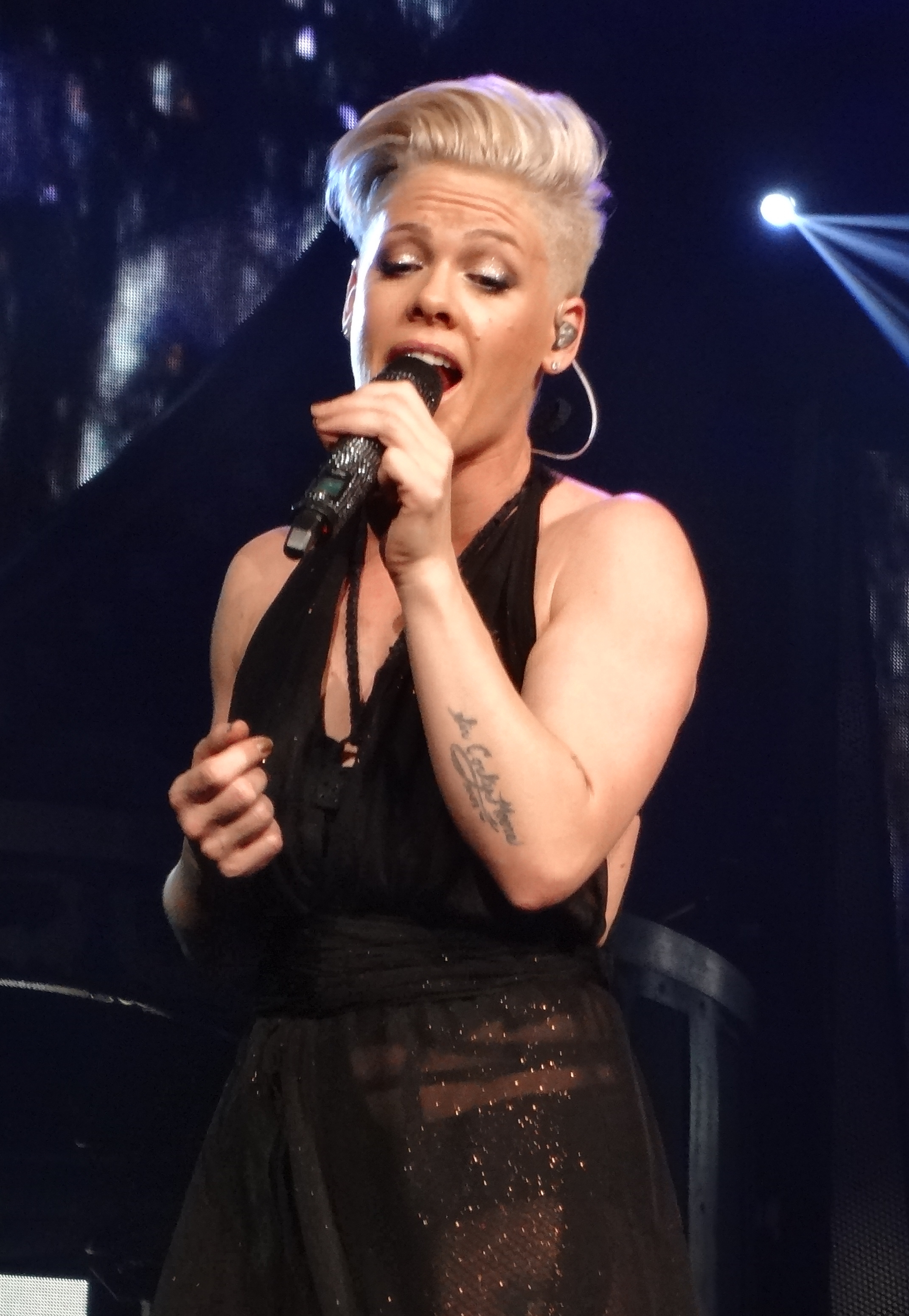
P!nk, vencedora da última edição da categoria, em 2004.

| 1980 | Donna Summer                          | "Hot Stuff"                           | - Cindy Bullens – "Survivor" - Rickie Lee Jones – "The Last Chance Texaco" - Bonnie Raitt – "You're Gonna Get What's Coming" - Carly Simon – "Vengeance" - Tanya Tucker – TNT | [ 3 ]  |
| 1981 | Pat Benatar                           | Crimes of Passion                     | - Joan Armatrading – How Cruel - Marianne Faithfull – Broken English - Linda Ronstadt – "How Do I Make You?" - Grace Slick – Dreams                                           | [ 3 ]  |
| 1982 | Pat Benatar                           | "Fire and Ice"                        | - Donna Summer – "Cold Love" - Stevie Nicks – "Edge of Seventeen" - Yoko Ono – "Walking on Thin Ice" - Lulu – "Who's Foolin' Who"                                             | [ 4 ]  |
| 1983 | Pat Benatar                           | "Shadows of the Night"                | - Kim Carnes – "Voyeur" - Linda Ronstadt – "Get Closer" - Bonnie Raitt – Green Light - Donna Summer – "Protection"                                                            | [ 5 ]  |
| 1984 | Pat Benatar                           | "Love Is a Battlefield"               | - Joan Armatrading – The Key - Kim Carnes – "Invisible Hands" - Stevie Nicks – "Stand Back" - Bonnie Tyler – Faster Than the Speed of Night                                   | [ 3 ]  |
| 1985 | Tina Turner                           | "Better Be Good To Me"                | - Lita Ford – Dancin' on the Edge - Bonnie Tyler – "Here She Comes" - Wendy O. Williams – WOW - Pia Zadora – "Rock It Out"                                                    |        |
| 1986 | Tina Turner                           | "One of the Living"                   | - Pat Benatar – "Invincible" - Melba Moore – "Read My Lips" - Nona Hendryx – "Rock This House" - Cyndi Lauper – "What a Thrill"                                               |        |
| 1987 | Tina Turner                           | "Back Where You Started"              | - Pat Benatar – "Sex as a Weapon" - Cyndi Lauper – "911" - Stevie Nicks – "Talk to Me" - Bonnie Raitt – "No Way to Treat a Lady                                               | [ 3 ]  |
| 1988 | Não houve premiação para a categoria. | Não houve premiação para a categoria. | Não houve premiação para a categoria. |        |
| 1989 | Tina Turner                           | Tina Live in Europe                   | - Pat Benatar – "All Fired Up" - Toni Childs – "Don't Walk Away" - Melissa Etheridge – "Bring Me Some Water" - Sinéad O'Connor – The Lion and the Cobra                       | [ 3 ]  |
| 1990 | Bonnie Raitt                          | Nick of Time                          | - Pat Benatar – "Let's Stay Together" - Melissa Etheridge – Brave and Crazy - Cyndi Lauper – "I Drove All Night" - Tina Turner – Foreign Affair                               |        |
| 1991 | Alannah Myles                         | "Black Velvet"                        | - Melissa Etheridge – "The Angels" - Janet Jackson – "Black Cat" - Stevie Nicks – "Whole Lotta Trouble" - Tina Turner – "Steamy Windows"                                      | [ 3 ]  |
| 1992 | Não houve premiação para a categoria. | Não houve premiação para a categoria. | Não houve premiação para a categoria. |        |
| 1993 | Melissa Etheridge                     | "Ain't It Heavy"                      | - Lita Ford – "Shot of Poison" - Alison Moyet – "It Won't Be Long" - Alannah Myles – Rockinghorse - Tina Turner – "The Bitch Is Back"                                         | [ 6 ]  |
| 1994 | Não houve premiação para a categoria. | Não houve premiação para a categoria. | Não houve premiação para a categoria. |        |
| 1995 | Melissa Etheridge                     | "Come to My Window"                   | - Sheryl Crow – "I'm Gonna Be a Wheel Someday" - Liz Phair – "Supernova" - Sam Phillips – "Circle of Fire" - Bonnie Raitt – "Love Sneakin' Up On You"                         | [ 3 ]  |
| 1996 | Alanis Morissette                     | "You Oughta Know"                     | - Toni Childs – "Lay Down Your Pain" - PJ Harvey – "Down by the Water" - Joan Osborne – "St. Teresa" - Liz Phair – "Don't Have Time"                                          | [ 7 ]  |
| 1997 | Sheryl Crow                           | "If It Makes You Happy"               | - Tracy Bonham – "Mother Mother" - Tracy Chapman – "Give Me One Reason" - Joan Osborne – "Spider Web" - Bonnie Raitt – "Burning Down the House"                               | [ 8 ]  |
| 1998 | Fiona Apple                           | "Criminal"                            | - Meredith Brooks – "Bitch" - Ani DiFranco – "Shy" - Abra Moore – "Four Leaf Clover" - Patti Smith – "1959"                                                                   | [ 9 ]  |
| 1999 | Alanis Morissette                     | "Uninvited"                           | - Tori Amos – "Raspberry Swirl" - Sheryl Crow – "There Goes the Neighborhood" - Ani DiFranco – "Glass House" - Lucinda Williams – "Can't Let Go"                              | [ 10 ] |
| 2000 | Sheryl Crow                           | "Sweet Child o' Mine"                 | - Tori Amos – "Bliss" - Ani DiFranco – "Jukebox" - Melissa Etheridge – "Angels Would Fall" - Sarah McLachlan – "Possession"                                                   | [ 11 ] |
| 2001 | Sheryl Crow                           | "There Goes the Neighborhood"         | - Fiona Apple – "Paper Bag" - Melissa Etheridge – "Enough of Me" - Alanis Morissette – "So Pure" - Patti Smith – "Glitter in Their Eyes"                                      | [ 12 ] |
| 2002 | Lucinda Williams                      | "Get Right With God"                  | - Tori Amos – "Strange Little Girl" - Melissa Etheridge – "I Want to Be in Love" - PJ Harvey – "This Is Love" - Stevie Nicks – "Planets of the Universe"                      | [ 13 ] |
| 2003 | Sheryl Crow                           | "Steve McQueen"                       | - Melissa Etheridge – "The Weakness in Me" - Avril Lavigne – "Sk8er Boi" - Bonnie Raitt – "Gnawin' on It" - Susan Tedeschi – "Alone"                                          | [ 14 ] |
| 2004 | Pink                                  | "Trouble"                             | - Michelle Branch – "Are You Happy Now?" - Avril Lavigne – "Losing Grip" - Bonnie Raitt – "Time of Our Lives" - Lucinda Williams – "Righteously"                              | [ 15 ] |